# Emanuel Bujak
Emanuel Bujak (ur. 6 czerwca 1872 we Lwowie, zm. 7 października 1941 w Krakowie) – polski nauczyciel.

## Życiorys
Emanuel Bujak urodził się 6 czerwca 1872 we Lwowie. Był wyznania ewangelickiego. Od 1882 kształcił się przez osiem lat w C. K. Gimnazjum im. Franciszka Józefa we Lwowie, gdzie w 1890 ukończył VIII klasę ze stopniem celującym i zdał egzamin dojrzałości z odznaczeniem.
W okresie zaboru austriackiego w ramach autonomii galicyjskiej podjął pracę w szkolnictwie. Dekretem C. K. Rady Szkolnej Krajowej z 24 sierpnia 1900 został mianowany zastępcą nauczyciela w C. K. Gimnazjum św. Jacka w Krakowie. Od 3 września 1899 pracował w tej szkole jako nauczyciel języka łacińskiego, języka polskiego i języka niemieckiego. Rozporządzeniem C. K. Rady Szkolnej Krajowej z 28 lipca 1903 w charakterze zastępcy nauczyciela został przeniesiony z Gimnazjum św. Jacka w Krakowie do C. K. I Gimnazjum w Tarnowie. Uczył tam języka niemieckiego. Rozporządzeniem C. K. Rady Szkolnej Krajowej z 26 stycznia 1905 w charakterze zastępcy nauczyciela został przeniesiony z Tarnowa do C. K. III Gimnazjum w Krakowie. Rozporządzeniem C. K. Rady Szkolnej Krajowej z 10 lipca 1905 w charakterze zastępcy nauczyciela został przeniesiony z C. K. III Gimnazjum w Krakowie do C. K.Gimnazjum Gimnazjum Cesarza Franciszka Józefa w Dębicy. Tam pracował w roku szkolnym 1905/1906 w charakterze zastępcy nauczyciela. Rozporządzeniem C. K. Rady Szkolnej Krajowej z 18 lipca 1906 jako zastępca nauczyciela został przeniesiony z Gimnazjum w Dębicy do C. K. Gimnazyum Arcyksiężniczki Elżbiety w Samborze. Uczył tam języka niemieckiego, a ponadto języka polskiego, zaś w roku szkolnym 1907/1908 przebywał na urlopie (od 4 września 1907 do 1 kwietnia 1908 i w maju 1908). Egzamin nauczycielski złożył w 1908 i od tego czasu liczyła się jego służba. 
W charakterze zastępcy nauczyciela został przeniesiony z Sambora do Sanoka i rozporządzeniem C. K. Rady Szkolnej Krajowej z 5 sierpnia 1909 mianowany nauczycielem rzeczywistym w tamtejszym C. K. Gimnazjum w Sanoku. W szkole uczył języka niemieckiego, a ponadto języka łacińskiego (w drugim półroczu 1910/1911) i był zawiadowcą niemieckiej biblioteki uczniów (od roku szk. 1911/1912). Reskryptem C. K. Rady Szkolnej Krajowej z 22 lutego 1912 został zatwierdzony w zawodzie nauczycielskim i otrzymał tytuł c. k. profesora. Był członkiem sanockiego gniazda Polskiego Towarzystwa Gimnastycznego „Sokół”. Rozporządzeniem C. K. R.S.K. z 9 sierpnia 1913 jako profesor sanockiego gimnazjum został przydzielony do służby w C. K. IV Gimnazjum Realnego w Krakowie z dniem 1 września 1913 na rok szkolny 1913/1914; uczył tam od 4 do 10 września 1913 uczył języka niemieckiego, a od 20 września 1913 został przydzielony do służby w C. K. Szkole Przemysłowej w Krakowie. Formalnie w roku szkolnym 1915/1916, 1916/1917, 1917/1918 był przydzielony z sanockiego gimnazjum do szkoły handlowej w Krakowie, a według stanu z 1918 figurował jako przydzielony do C. K. IV Gimnazjum w Krakowie. W tym czasie, w roku szkolnym 1913/1914 oraz w kolejnych 1914/1915, 1915/1916 podczas I wojny światowej pracował jako profesor języka niemieckiego w C. K. Państwowej Szkole Przemysłowej w Krakowie. Równolegle w roku szkolnym 1915/1916 uczył języka niemieckiego w Prywatnym Gimnazjum Realnym prof. Stanisława Jaworskiego z prawami szkół publicznych w Krakowie.

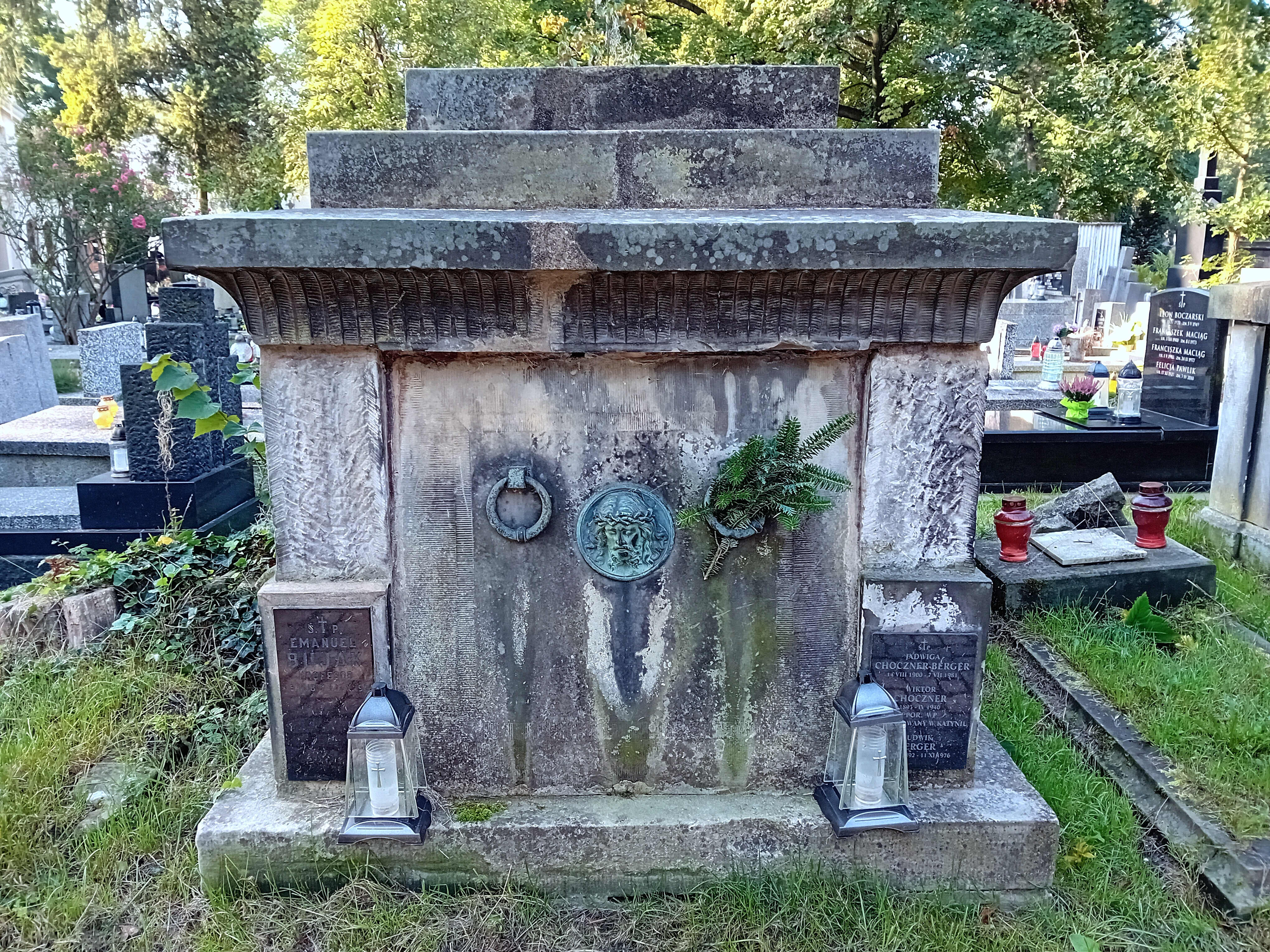
Grobowiec Emauela Bujaka

Po odzyskaniu przez Polskę niepodległości pozostawał nauczycielem w okresie II Rzeczypospolitej. Rozporządzeniem Eks. Rady Szkolnej Krajowej z 11 lutego 1919 został przeniesiony z IV Realnego Gimnazjum im. Henryka Sienkiewicza w Krakowie do Szkoły Przemysłowej w Krakowie. W 1922 został mianowany nauczycielem w Państwowej Szkole Przemysłowej w Krakowie. Od 1923 do 1928 był dyrektorem szkoły zborowej. W 1924 był profesorem Prywatnego Gimnazjum Zgromadzenia SS. Urszulanek w Krakowie, ucząc języka niemieckiego. W 1926 sprawował stanowisko dyrektora Prywatnego Seminarium Nauczycielskiego im. Mikołaja Reja w Krakowie (założonego w 1923 i działającego w 2-piętrowym gmachu  7-klasowej szkoły powszechnej gminy ewangelickiej przy ulicy Grodzkiej 60). 
Był prezesem Związku Ewangelików Polskich.
Zmarł 7 października 1941 w Krakowie. Został pochowany na cmentarzu Rakowickim w Krakowie (kwatera JD, miejsce 8).
Osobę Emanuela Bujaka przywoływał przychylnie w swoich wspomnieniach z gimnazjum w Sanoku Jan Ciałowicz w 1958.

## Odznaczenia
austro-węgierskie
- Medal Jubileuszowy Pamiątkowy dla Cywilnych Funkcjonariuszów Państwowych (przed 1914)[21]
- Krzyż Jubileuszowy dla Cywilnych Funkcjonariuszów Państwowych (przed 1912)[31][21][23][a]